# Rain (muzyk)
Rain – pseudonim brytyjskiego muzyka – multiinstrumentalisty i wokalisty, tworzącego rock progresywny. Pochodzi z Guildford w Wielkiej Brytanii, rodzinnego miasta muzyków Genesis. W dostępnych źródłach brak informacji o bliższych danych biograficznych. Jest także prawdopodobnie autorem wierszy (tomik Gravity) i opowiadań (Art in the Blood), które publikuje pod nazwiskiem Rainer Jaeger.
Pseudonim Rain firmował koncept-album Cerulean Blue z 2004 roku, który spotkał się z uznaniem w progresywnorockowych kręgach. Płyta jest opowieścią o podróży młodego człowieka po Ameryce, przedstawioną, obok muzyki, poprzez treść pocztówek wysyłanych z poszczególnych miejsc do przyjaciela, które odczytuje znany brytyjski lektor, Rob Brown. Muzykę, ze słyszalnymi wpływami takich artystów jak Genesis, Pink Floyd, Marillion, Radiohead, tworzy w większości sam Rain, który gra na gitarach, gitarze basowej, instrumentach klawiszowych, fujarkach i jest głównym wokalistą.
Utwory muzyczne z płyty zostały umieszczone na stronie Raina w plikach MP3 do darmowego, nieograniczonego ściągania.
Płyta zebrała wiele pochlebnych recenzji, tak ze strony krytyków, jak i
znanych muzyków rockowych (m.in. Tony Banks, Phil Collins).